# Gisele Bündchen
Gisele Caroline Bündchen [ɡiːˈzɛliː ˈkæroʊlaɪn ˈbʌndhən], brazilska igralka in model, * 20. julij 1980, Horizontina, Brazilija.
Leta 2012 je bila na Forbesovem seznamu najbolje plačanih modelov na 1. mestu.